# Clilopocha angularis
Clilopocha angularis är en skalbaggsart som beskrevs av Phillip B. Carne 1954. Clilopocha angularis ingår i släktet Clilopocha och familjen Rutelidae. Inga underarter finns listade i Catalogue of Life.